# Fulerenos exoédricos
Fulerenos exoédricos, também chamados de exofulerenos, são fulerenos que tem átomos, íons ou clusters adicionais ligados às suas esferas exteriores, tais como C50Cl10  e C60H8. ou ligantes de fulerenos.